# Nihils
Nihils ist eine österreichische Indie-/Pop-Musikgruppe aus Waidring in Tirol.

## Mitglieder
Nihils hat drei Mitglieder, diese sind: Ramon Riezouw (Gesang, Gitarre), Thomas Lackner (Drums), Florian Nothegger (Gitarre). Dominik Brunner (Bass) ist 2015 ausgestiegen.

## Die Große Chance
Die Nihils wurden vor allem durch Die große Chance bekannt. Im Casting wurden die Nihils (mit ihrem Song Set my Sail) von allen Jurymitgliedern positiv bewertet, in der Entscheidung stiegen die Nihils in das Halbfinale auf. Dort konnten sie sich nicht durchsetzen und schieden aus.
Ihre Single Set my Sail stieg auf Platz 14 der österreichischen Charts.

## Diskografie
Singles
- Set My Sail (2011)
- Lovers on the run (2014)
- Help Our Souls (2014)
- Not a man of violence (2015)
- Put You back together (2016)
- Breathing (2017)
- Dreaming (2017)
- I won't be (2021)

Alben
- Perspectives (2017)

## Remixes
- Lovers on the run: Naked Fish, Virtual Riot, Saint Pauli, MooZ, Since Now, ASCIO
- Help our Souls: Urban Contact, MooZ, Prefunk, Since Now
- Not a man of Violence: Ghosts, Palastic